# Кастаньяро
Кастаньяро (італ. Castagnaro, вен. Castagnaro) — муніципалітет в Італії, у регіоні Венето, провінція Верона.
Кастаньяро розташоване на відстані близько 370 км на північ від Рима, 85 км на південний захід від Венеції, 50 км на південний схід від Верони.
Населення — 3770 осіб (2014).
Щорічний фестиваль відбувається 6 грудня. 

## Демографія
Населення за роками:

Станом на 1 січня 2023 року в муніципалітеті офіційно проживало 309 іноземців з 24 країн, серед них 110 громадян країн Євросоюзу та 8 громадян України.

## Сусідні муніципалітети
- Бадія-Полезіне
- Джаччано-кон-Барукелла
- Терраццо
- Вілла-Бартоломеа